# Chrysopilus ferruginosus
Chrysopilus ferruginosus är en tvåvingeart som först beskrevs av Christian Rudolph Wilhelm Wiedemann 1819.  Chrysopilus ferruginosus ingår i släktet Chrysopilus och familjen snäppflugor. Inga underarter finns listade i Catalogue of Life.